# Manuel Mata Cáceres
Manuel Mata Cáceres (Portalegre, 8 de março de 1940) é um político português, que foi Governador Civil de Setúbal de 1978 a 1980 e de 1983 a 1985, e presidente da Câmara Municipal de Setúbal entre 1986 e 2002 e Vereador da oposição entre 2002 e 2005, com o pelouro da Defesa do Consumidor.

## Biografia
Membro do Partido Socialista, Manuel Mata Cáceres nasceu em Portalegre, a 8 de março de 1940, tendo, após a Revolução dos Cravos, sido membro da Comissão Administrativa da Câmara Municipal do Montijo, membro da Comissão Política Nacional do Partido Socialista, deputado da Assembleia Constituinte e deputado da Assembleia da República entre 1976 e 1999, onde integrou as Comissões Especializadas de Educação, da qual foi vice-presidente, bem como da Comissão do Poder Local.
Em 1985, liderou a candidatura do Partido Socialista, com o apoio do Partido Social-Democrata, para a presidência da Câmara Municipal de Setúbal, tendo sido eleito Presidente, reeleito em 1989, 1993 e 1997, mas perdendo para Carlos Sousa em 2001, tendo cumprido o mandato como vereador, com o pelouro da Defesa do Consumidor.